# 400 mètres haies féminin aux championnats du monde d'athlétisme 2013
Navigation
Daegu 2011 Pékin 2015
L'épreuve du 400 mètres haies féminin des championnats du monde de 2013 s'est déroulée les 12, 13 et 15 août 2013 dans le Stade Loujniki, le stade olympique de Moscou, en Russie. Elle est remportée par la Tchèque Zuzana Hejnová.

## Critères de qualification
Pour se qualifier pour les Championnats (minima A), il fallait avoir réalisé moins de 55 s 40 entre le 1er octobre 2012 et le 29 juillet 2013. Le minima B est de 9 min 56 s 55
.

## Records et performances

### Records
Les records du 400 m haies femmes (mondial, des championnats et par continent) étaient avant les championnats 2013 les suivants. 
| Record du monde           | Yuliya Pechonkina    | Russie     | 52 s 34 | Toula, Russie       | 8 août 2003       |
| Record des championnats   | Kim Batten           | États-Unis | 52 s 61 | Gothenburg, Suède   | 11 août 1995      |
| Record d'Afrique          | Nezha Bidouane       | Maroc      | 52 s 90 | Séville, Espagne    | 25 août 1999      |
| Record d'Asie             | Han Qing             | Chine      | 53 s 96 | Beijing, Chine      | 9 septembre 1993  |
| Record d'Amérique du Nord | Kim Batten           | États-Unis | 52 s 61 | Gothenburg, Suède   | 11 août 1995      |
| Record d'Amérique du Sud  | Lucimar Teodoro      | Brésil     | 55 s 84 | Belém, Brésil       | 24 mai 2009       |
| Record d'Europe           | Yuliya Pechonkina    | Russie     | 52 s 34 | Tula, Russie        | 8 août 2003       |
| Record d'Océanie          | Debbie Flintoff-King | Australie  | 53 s 17 | Séoul, Corée du Sud | 28 septembre 1988 |

### Meilleures performances de l'année 2013
Les dix athlètes les plus rapides de l'année sont, avant les championnats (au 27 juillet 2013), les suivantes.
| 1  | Zuzana Hejnová       | Tchéquie    | 53 s 07 | Londres             | 26 juillet 2013 |
| 2  | Kori Carter          | États-Unis  | 53 s 21 | Eugene, Orégon      | 7 juin 2013     |
| 3  | Perri Shakes-Drayton | Royaume-Uni | 53 s 67 | Londres             | 26 juillet 2013 |
| 4  | Georganne Moline     | États-Unis  | 53 s 72 | Eugene, Orégon      | 7 juin 2013     |
| 5  | Dalilah Muhammad     | États-Unis  | 53 s 83 | Des Moines          | 23 juin 2013    |
| 6  | Angela Morosanu      | Roumanie    | 53 s 85 | Shanghai            | 18 mai 2013     |
| 7  | Eilidh Child         | Royaume-Uni | 54 s 22 | Birmingham          | 14 juillet 2013 |
| 8  | Denisa Rosolová      | Tchéquie    | 54 s 38 | Paris Saint-Denis   | 6 juillet 2013  |
| 9  | Ristananna Tracey    | Jamaïque    | 54 s 52 | Kingston (Jamaïque) | 21 juin 2013    |
| 10 | Yadisleidis Pedroso  | Italie      | 54 s 54 | Shanghai            | 18 mai 2013     |

## Résultats

### Finale
| Rang               | Athlète              | Temps       | Note   |
| ------------------ | -------------------- | ----------- | ------ |
| Médaille d'or      | Zuzana Hejnová       | 52 s 83     | WL, NR |
| Médaille d'argent  | Dalilah Muhammad     | 54 s 09     |        |
| Médaille de bronze | Lashinda Demus       | 54 s 27     |        |
| 4                  | Eilidh Child         | 54 s 86     |        |
| 5                  | Hanna Yaroshchuk     | 55 s 01     |        |
| 6                  | Perri Shakes-Drayton | 56 s 25     |        |
| 7                  | Nickiesha Wilson     | 57 s 34     |        |
| —                  | Hanna Titimets       | DQ (dopage) |        |

### Demi-finales
Les 3 premières de chaque demi-finale (Q) et les deux meilleurs temps (q) sont qualifiés.
| Rang | Athlète          | Temps       | Note |
| ---- | ---------------- | ----------- | ---- |
| 1    | Zuzana Hejnová   | 53 s 52 (Q) |      |
| 2    | Dalilah Muhammad | 54 s 08 (Q) |      |
| 3    | Eilidh Child     | 54 s 32 (Q) |      |
| 4    | Anna Yaroshchuk  | 54 s 92 (q) |      |
| 5    | Nickiesha Wilson | 54 s 94 (q) | SB   |
| 6    | Meghan Beesley   | 54 s 97     | PB   |
| 7    | Irina Davydova   | 55 s 05     |      |
| 8    | Christine Spence | 58 s 35     |      |

| Rang | Athlète              | Temps       | Note |
| ---- | -------------------- | ----------- | ---- |
| 1    | Perri Shakes-Drayton | 53 s 92 (Q) |      |
| 2    | Lashinda Demus       | 54 s 22 (Q) | SB   |
| 3    | Hanna Titimets       | 54 s 63 (Q) | PB   |
| 4    | Denisa Rosolová      | 55 s 14     |      |
| 5    | Ristananna Tracey    | 55 s 43     |      |
| 6    | Natalya Antyukh      | 55 s 55     |      |
| 7    | Lauren Boden         | 55 s 75     |      |
| 8    | Vania Stambolova     | 56 s 58     |      |

### Séries
Les 3 premiers de chaque séries (Q) plus les 4 meilleurs temps (q) se qualifient pour les demi-finales.
| Rang | Athlète          | Temps        |
| ---- | ---------------- | ------------ |
| 1    | Denisa Rosolová  | 55 s 44      |
| 2    | Meghan Beesley   | 55 s 45      |
| 3    | Vania Stambolova | 55 s 91      |
| 4    | Satomi Kubokura  | 56 s 33 (SB) |
| 5    | Axelle Dauwens   | 56 s 85      |
| 6    | Hayat Lambarki   | 58 s 00      |
| 7    | Georganne Moline | 59 s 05      |
|      | Kaliese Spencer  | DSQ          |

| Rang | Athlète              | Temps        |
| ---- | -------------------- | ------------ |
| 1    | Zuzana Hejnová       | 55 s 25      |
| 2    | Anna Titimets        | 55 s 50      |
| 3    | Nickiesha Wilson     | 55 s 75      |
| 4    | Christine Spence     | 55 s 96      |
| 5    | Anastasia Ott        | 56 s 96      |
| 6    | Anneri Ebersohn      | 57 s 90      |
| 7    | Amaliya Sharoyan     | 57 s 97 (NR) |
|      | Muizat Ajoke Odumosu | DSQ          |

| Rang | Athlète                  | Temps   |
| ---- | ------------------------ | ------- |
| 1    | Perri Shakes-Drayton     | 54 s 42 |
| 2    | Lashinda Demus           | 54 s 94 |
| 3    | Natalya Antyukh          | 55 s 29 |
| 4    | Lauren Boden             | 55 s 37 |
| 5    | Ristananna Tracey        | 55 s 94 |
| 6    | Phara Anacharsis         | 56 s 73 |
| 7    | Sparkle McKnight         | 58 s 85 |
|      | Christine Sonali Merrill | DSQ     |

| Rang | Athlète                     | Temps   |
| ---- | --------------------------- | ------- |
| 1    | Dalilah Muhammad            | 54 s 90 |
| 2    | Eilidh Child                | 55 s 17 |
| 3    | Irina Davydova              | 55 s 45 |
| 4    | Anna Yaroshchuk             | 55 s 73 |
| 5    | Jennifer Rockwell-Grossarth | 56 s 53 |
| 6    | Danielle Dowie              | 57 s 03 |
| 7    | Ugonna Ndu                  | 57 s 27 |
| 8    | Noelle Montcalm             | 57 s 50 |

## Légende
Records et Performances
- AR : Record continental (area record)
- CR : Record des championnats (championship record)
- MR : Record du meeting (meet record)
- NR : Record national (national record)
- OR : Record olympique (olympic record)
- PR : Record paralympique (paralympic record)
- PB : Record personnel (personal best)
- SB : Meilleure performance personnelle de la saison (season's best)
- WL : Meilleure performance mondiale de l'année (world leader)
- WJR : Record du monde junior (world junior record)
- WR : Record du monde (world record)

Circonstances et Conditions
- DNF : N'a pas terminé (did not finish)
- DNS : N'a pas pris le départ (did not start)
- DQ : Disqualification (disqualification)
- NM : Aucun essai valable enregistré (No Mark)
- Q : Qualifié « directement » au prochain tour (ou à la prochaine compétition), lors d'une compétition majeure, grâce au classement ou à la réalisation des minima (automatic qualifier)
- q : Qualifié au prochain tour (ou à la prochaine compétition), lors d'une compétition majeure, grâce au repêchage ou à la réalisation de l'une des meilleures performances parmi celles des « non qualifiés directement » (grâce au meilleur temps ou à la meilleure distance par exemple) (secondary qualifier)